# Pahalgam
Pahalgam – miasto w Indiach, na obszarze terytorium związkowego Dżammu i Kaszmir, w dystrykcie Anantnag. W 2011 roku liczyło 9264 mieszkańców.